# Тиллих, Пауль
Пауль Йоханнес Ти́ллих (нем. и англ. Paul Johannes Tillich; 20 августа 1886, Штарцеддель[en], округ Губен, Бранденбург, королевство Пруссия, Германская империя — 22 октября 1965, Чикаго, США) — немецко-американский лютеранский теолог-экзистенциалист и философ религии, представитель диалектической теологии. Первым среди христианских мыслителей синтезировал теологию и философию экзистенциализма. Доктор философии (1911).
В отличие от Карла Барта и других, стремился к созданию универсальной «теологии культуры». Известен по своим работам «Мужество быть» (1952) и «Динамика веры» (1957), рассматривающих вопросы теологии современной культуры и адресованные широкому кругу читателей. Как теолог наиболее известен своим главным трёхтомным трудом «Систематическая теология» (1951—1963), раскрывающим «метод корреляции», с помощью которого Тиллих стремился истолковать христианские символы откровения в качестве ответов на вопросы человеческого существования, ранее поднятых экзистенциализмом. 
Считается одним из наиболее влиятельных теологов XX века. Почётный профессор Гарвардского университета (1955). Участник Первой мировой войны как капеллан германской армии.

## Биография
Родился 20 августа 1886 года в селении Штарцеддель в провинции Бранденбург Германской империи (ныне территория Польши) в семье консервативного лютеранского пастора Евангелической государственной церкви старших Провинций Пруссии Йоханнеса Тиллиха и Матильды Дёрсилен (более либеральной христианки), происходившей из Рейнской области. Он был старшим из трёх детей и имел двух сестёр: Йоханна (1888—1920) и Элизабет (род. 1893).
Когда Паулю было 4 года его отец стал суперинтендентом диоцеза Бад-Шонфлиз. Здесь он учился в начальной школе. В 1898 году Тиллих продолжил обучение в гимназии города Кёнигсберг в Ноймарке. Здесь он испытывал глубокое одиночество, преодолевать которое ему помогало чтение Библии. Учась в школе, он испытал на себе влияние идей гуманизма.
В 1900 году Йоханнеса перевели в Берлин, и в следующем году Пауль пошёл учиться в местную школу, которую окончил в 1904 году. В сентябре 1903 года в возрасте 17 лет Пауль потерял мать, умершую от рака. Тиллих в разные годы учился в нескольких университетах Германии — в 1904 году поступил в Берлинский университет, в 1905 году в Тюбингенский университет, в 1905—1907 годах учился в Университете Галле.

### Начало карьеры
В 1911 году Тиллих получил учёную степень доктора философии в Бреслауском университете, а в 1912 году стал лиценциатом теологии в Университете Галле.
В 1912 году стал пастором Евангелической церкви Германии в провинции Бранденбург.
В октябре 1914 года, после начала Первой мировой войны, Тиллих служил в армии капелланом. События на фронтах Первой мировой сильно повлияли на мировоззрение Тиллиха и его теологию: он считал, что поражение Германии было, в том числе, результатом морального краха либеральной протестантской теологии, которая распространяла идею социального оптимизма (утверждавшего, что человек этически улучшается из-за научно-технического прогресса, экономического развития, развития медицины и критического мышления) и губительно повлияла на немецкий национализм. 
В 1919—1924 годах преподавал в качестве приват-доцента теологии в Берлинском университете. В 1924—1925 годах был профессором теологии в Марбургском университете, где начал создавать свою систематическую теологию. В 1925—1929 годах — профессор теологии в Высшем техническом училище Дрездена и Лейпцигском университете, а в 1929—1933 годах — Франкфуртского университета.

### Американский период
После прихода к власти нацистов в январе 1933 года, Тиллих занял антинацистскую позицию (ещё в 1929 году мыслитель описал своё понимание понятия квазирелигии, где, в том числе, отнёс к этому понятию нацизм). Летом 1933 Германию посетил американский теолог Рейнгольд Нибур, который был заочно знаком с Тиллихом ещё с 1919 года. Он предложил немцу преподавать в "Нью-Йоркской объединённой теологической семинарии". Тиллих согласился, и в августе 1933 года приехал с семьёй в Нью-Йорк. 
Смена страны повлекла за собой и смену языка с немецкого на английский, на котором Тиллих публикует свою трёхтомную монографию «Систематическая теология». В семинарии он преподаёт в 1933 — 1955 годах в качестве приглашённого профессора философии религии. 
В 1933 — 1934 годах он также преподаёт в качестве приглашённого лектора в Колумбийском университете. В 1937 году Тиллих заключил пожизненный контракт с семинарией, а в 1940 году стал профессором философской теологии и получил американское гражданство. Он также входил в кружок христиан-социалистов, сложившийся вокруг Нибура. Уже приехав в США, Тиллих постепенно свободно овладел английским языком. Практически с рождения являлся членом лютеранской Евангелической церкви Германии, а позже стал членом конгрегационалистской Объединённой церкви Христа.
В Объединённой теологической семинарии Тиллих сделал себе имя, опубликовал ряд трудов, где изложил свою синтетическую протестантскую теологию и философию экзистенциализма. В 1936 году вышла в печати монография «О границе», в 1948 году сборник эссе «Протестантская эра», в тот году вышел его сборник проповедей «Встряска оснований». Благодаря последней публикации Тиллих приобрёл значительную аудиторию, какой до это никогда не имел. Но самым значительным из всех произведений стала трёхтомная «Систематическая теология», которая принесла Тиллиху всеобщее признание в научном мире, а также монография «Мужество быть». После выхода первого тома «Систематической теологии» Тиллих получил приглашение читать в 1953 — 1954 годах престижные Гиффордские лекции в Абердинском университете (Великобритания). Позднее этот трёхтомник был назван «его шедевром» в биографии Тиллиха, написанной Пауксом на основе лекций Дуайта Х. Терри в 1956 году. 
В 1955 году  Тиллих перешёл в Гарвардскую школу богословия, где получил высшее профессорское звание университетского профессора Гарвардского университета. В 1960 году Тиллих посетил Японию, где начал осмыслять проблему религиозного универсализма, — как можно другие религии критически сопоставить с христианством, однако, структурировать и написать свои мысли в дельную работу теолог не успел. В 1961 году  Тиллих стал одним из основателей Общества искусств, религии и современной культуры, с которой связал всю свою жизнь. В это же время им были опубликованы два оставшихся тома «Систематической теологии».
Тиллих умер 22 октября 1965 года в Чикаго, через десять дней после сердечного приступа. 
В 1966 году его прах был захоронен в парке Пауля Тиллиха, названом в его честь, в Нью-Хармони, штат Индиана. Надпись на его надгробии  - цитата из Библии: «И он будет подобен дереву, посаженному при потоках вод, которое приносит плод свой во время свое; и лист его не вянет. И во всем, что он ни делает, успеет» (Псалом 1:3).

## Мировоззрение
Смотрите также: Систематическая теология (Тиллих).
Для Тиллиха характерно тяготение к интимно-индивидуальному сопереживанию основ культуры. Такое переживание неизбежно ведёт к абсолютным ценностным измерениям бытия, в пределе — к опыту постижения святыни и Бога. Духовная драма современного человека заключается, по его мнению, в утрате системы абсолютных ценностей, в потере Бога. Бога нельзя искать как какую-либо «вещь», он не существует как некая «небесная личность». Бог — это в конечном счёте подлинные основы «моего» существования, «моя» истинная сущность. 
Грех, по Тиллиху, не есть нарушение внешних законов и заповедей; в нём человек теряет себя, а осознаёт потерю в ситуации страха и отчаяния. Образом «нового бытия», преодолевающего демонические механизмы социального и личного отчуждения, выступает у Тиллиха Иисус Христос. Тиллих писал:
«Нам нужно рассказывать язычникам и евреям, где бы мы ни встречали их: не сравнивайте свою религию и нашу религию, свои ритуалы и наши обряды, ваших пророков и наших пророков, ваших священников и наших священников, благочестивых среди вас и благочестивых среди нас. Все это ничто! И, прежде всего, не думайте, что мы хотим обратить вас в английское или американское христианство, в религию западного мира. Мы не хотим обращать вас в нас, даже лучших из вас. Это не принесет пользы. Мы хотим только показать вам, что мы видели, и рассказать вам, что мы слышали: что в середине старого творения есть новое творение, и что это новое творение проявляется в Иисусе, которого называют Христом». 

### Метод корреляции
Тиллих в «Систематической теологии» предложил «метод корреляции», с помощью которого стремился истолковать христианские символы откровения в качестве ответов на вопросы человеческого существования, ранее поднятых экзистенциализмом, где происходит корреляция: философия/этика/культура поднимают важные вопросы, а теология даёт ответы, с которых поднимаются новые вопросы, на которые теология даёт новые ответы, таким образом между ними образуется диалог. 
Он характеризовал теологию как «методическое истолкование содержания христианской веры». Это значит, что христианская вера должна быть истолкована и могла быть истолкована только разумом. Вслед за Фомой Аквинским Тиллих пытался показать, как откровение можно примирить с умом, поскольку в конце концов между ними не может быть непреодолимого конфликта. Его понимание религии отмечало важность символизма, и он считал, что разум играет роль толкования откровения через «истинные» символы. «Истинные» знаки были для Тиллиха выражением нескончаемого через конечное. Последствия его христологии были, безусловно, в значительной степени неортодоксальными или, даже либеральными в том, что Христа нельзя отождествлять с Богом в каком-либо буквальном смысле, а скорее символическое откровение от Бога того, каким должно быть человечество. 
Таким образом, по методу корреляции, Тиллих экзистенциально интепретировал библейские символы, например как «Чудо — это экстаз реальности» или «Крест Христов — это крест того, кто преодолел смерть экзистенциального отчуждения». 

### Квазирелигия
См. полностью: Квазирелигия (Тиллих)
Тиллих был первым учёным, кто описал понятие квазирелигии в контексте политической ситуации после Второй мировой войны. Тиллих считал, что крайние политические идеологии (как нацизм, коммунизм и крайний рыночный либерализм) пытаются интегрировать и заменить собой религию, используя её атрибуты (вера в авторитет, сакральные вещи и образы и т. д.), но в тоталитарной форме, при том, что сама квазирелигия противопоставляется религии и стремится уничтожить или нивелировать её. 

### Идея транстеизма: Бог над Богом теизма
Тиллих вырабытал, в некотором смысле, новую позицию веры, которую, по одной из версий, он описал как транстеизм[en], по которому, религиозная вера должна быть ни теистической, ни атеистической.   
Согласно этому, в отношении вопроса о сущности Бога, Тиллих придерживался баланса между имманентностью Бога (философ отбрасывал безусловную трансцендентность Бога, видя его место в этом мире как основу человеческого бытия) и его личным Откровением (во Христе), таким образом, откидывая, как и буквальный супранатурализм (консервативное богословие), так и пантеизм (которого придерживались многие философы-экзистенциалисты). Он выводит свое понятие "Бог над Богом теизма", то есть представление о том, что Бог не существует в том смысле, что он не является бытием, чем-то, что существует как категория или форма бытия, но он является "самобытием", основой всякого бытия, в том числе, человеческого. В своем понятии Бог над Богом теизма Тиллих имеет ввиду то, что настоящий непознаваемый Бог, отличающийся от человека и всякого бытия качественно и количественно, которого не может осмыслить или описать человеческий разум скрывается за символами (как Троица, Бог-любовь, Мессия-Христос и др.), которые воспринимает человек и который только через эти символы может встретиться и "иметь отношения с Богом".

## Память

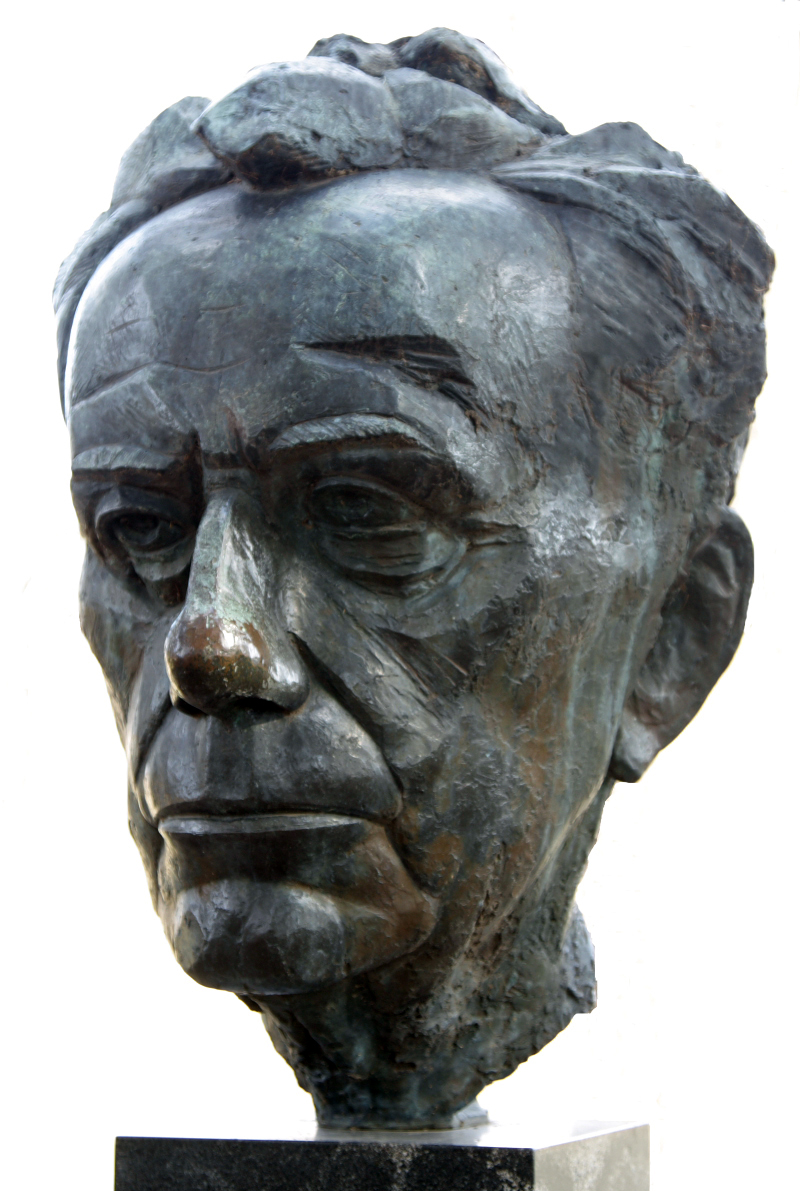
Бюст Тиллиха, Нью-Хармони, штат Индиана.

- В честь Пауля Тиллиха в Нью-Хармони[англ.] (Индиана, США) установлен его бюст, изготовленный скульптором Джеймсом Росати[англ.].
- В 1959 году Тиллих был изображен на обложке журнала "Time"[35].

## Семья
Первый брак. В 1914 году женился на Маргарите («Грети») Вивер (1888—1968). В 1919 году Пауль и Грета развелись после того, как было установлено, что ребёнок рождён не от Тиллиха. 
Второй брак. Тогда же он встретил художницу и писательницу Ханну Вернер-Готтшоу[de] (позднее — Тиллих; 17 мая 1896—27 октября 1988), которая в 1924 году вышла за него замуж и родила двоих детей. После смерти Пауля, Ханна опубликовала автобиографию «Я одинока», где сообщила, что у них с Паулюсом (как его в немецком варианте называла Ханна) был открытый брак по обоюдному согласию, где они имели романтические отношения с многими женщинами и мужчинами соответственно, хотя были вместе в браке до конца жизни Пауля Тиллиха. 
Дети. В браке с Ханной у Тиллиха в Дрездене родилась дочь Кристиана Тиллих (в замужестве — Эртмунд; 17 февраля 1926 — 26 марта 2016), а также, уже в Нью-Йорке, сын Рене Стивен Тиллих (1935—2010).  

## Сочинения
- The Religious Situation, 1925 (Die religiose Lage der Gegenwart)
- The Interpretation of History, 1936
- The Protestant Era, 1948
- The Shaking of the Foundations, 1948
- Systematic Theology, 1951-63 (в трех томах)
- The Courage to Be, 1952
- Love, Power, and Justice, 1954
- Biblical Religion and the Search for Ultimate Reality, 1955
- The New Being, 1955,
- Dynamics of Faith, 1957
- Christianity and the Encounter of the World Religions, 1963
- The Eternal Now 1963
- My Search for Absolutes, 1967 (посмертное издание)

### Публикации на русском языке
- Тиллих, П. Избранное. Теология культуры — М.: Юрист, 1995. — 480 с. — ISBN 5-7357-0021-9.
- Тиллих, П. Систематическое богословие: Т. 1-2, ч. 1-3 / Пер. с англ. М. Б. Данилушкина; Науч. консультант Е. В. Грушецкий; [Послесл. М. Сиверцева, с. I—XV]. — СПб.: Алетейя, 1998. — 493,XV с. (Серия «Памятники религиозно-философской мысли нового времени»).; ISBN 5-89329-062-4
- Тиллих, П. Систематическая теология. Т. 1—2. — М.; СПб.: Университетская книга, 2000. — (Книга света). — ISBN 5-7914-0053-8.
- Тиллих, П. Систематическая теология. Т. 3. — М.; СПб.: Университетская книга, 2000. — (Книга света). — ISBN 5-7914-0008-2 (ошибоч.) .
- Тиллих, П. Кто я такой? (Автобиографическое эссе) // Вопросы философии. — 2002. — № 3. — С. 160—172.
- Тиллих, П. Мужество быть. — М.: Модерн, 2011. — 240 с. — 1000 экз. — ISBN 978-5-94193-020-3.
- Тиллих, П. Любовь, сила и справедливость. — М.; СПб.: Центр гуманитарных инициатив, 2015. — 128 с. — (Книга света). — 1000 экз. — ISBN 978-5-98712-510-6.
- Тиллих, П. Избранное. Теология культуры. — М.; СПб.: Центр гуманитарных инициатив, 2015. — 352 с. — (Книга света). — 1000 экз. — ISBN 978-5-98712-511-3.
- Тиллих, П. Избранное. Потрясение оснований. — М.; СПб.: Центр гуманитарных инициатив, 2015. — 352 с. — (Книга света). — 500 экз. — ISBN 978-5-98712-512-0.